# 蒙自栒子
蒙自栒子（学名：Cotoneaster harrovianus）为蔷薇科栒子属的植物，是中国的特有植物。分布于中国大陆的云南等地，生长于海拔1,600米的地区，目前尚未由人工引种栽培。

## 别名
华西栒子（经济植物手册）